# Jean-Marie Charpentier
Jean-Marie Charpentier  (Paris, 27 de abril de 1939 - 24 de dezembro de 2010) foi um arquiteto e urbanista francês.

## Trabalhos

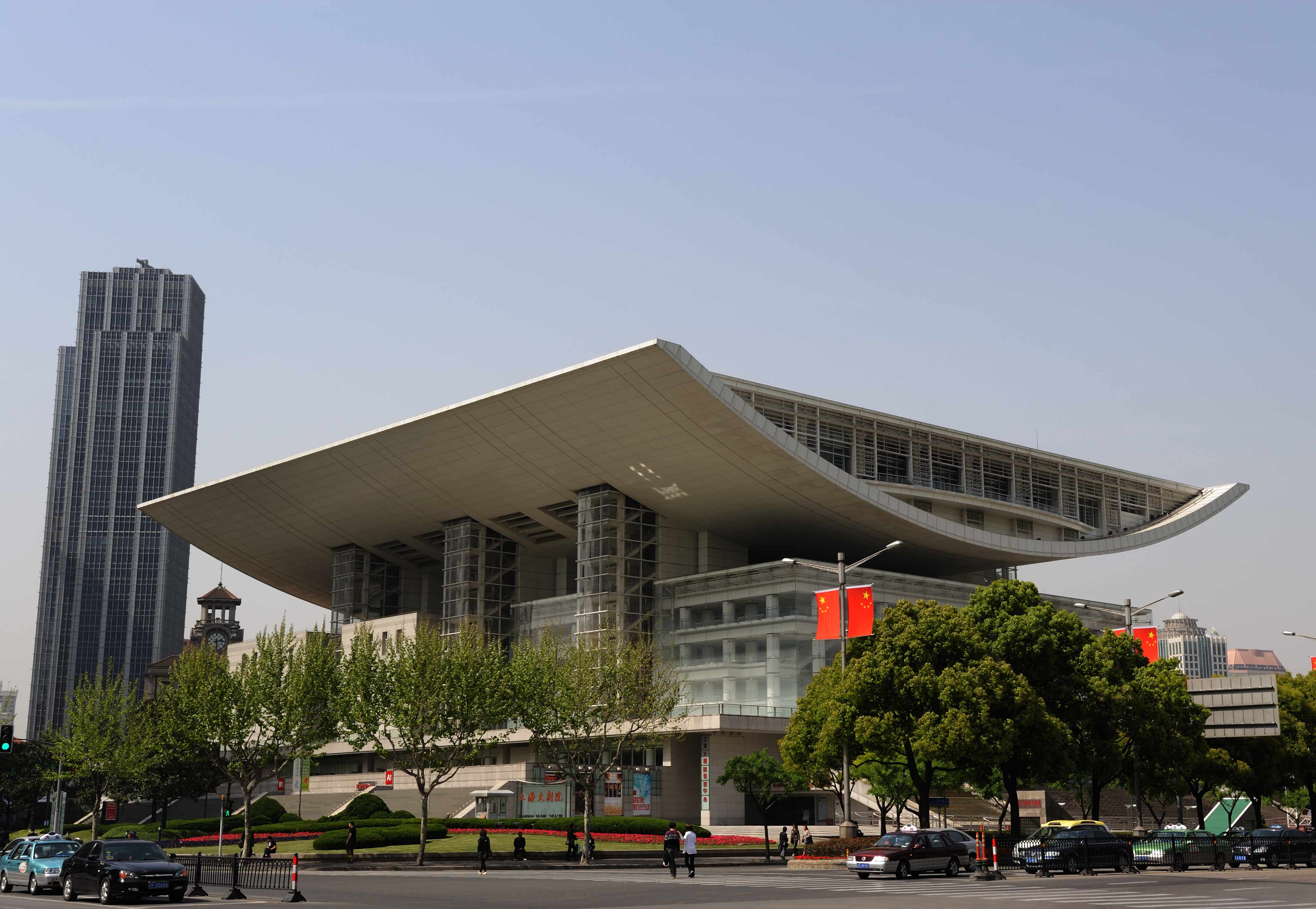
Ópera de Shanghai, um trabalho de Charpentier.

Charpentier projetou a Ópera de Shanghai.